# Zorochros
Zorochros — род подсемейства Negastriinae из семейства жуков-щелкунов.

## Описание

### Проволочники
Все склериты сегментов тела, за исключением головы и каудального сегмента, кроме обычных щетинок, довольно густо усажены короткими волосками. Мандибулы имеют хорошо выраженный средний зубец. Назале шире, трёх зубчатое, зубцы одинаковой величины. Боковые края лобной пластинки бокаловидная, с хорошо выраженной приустьевой парой щетинок.
Подбородок сильно вытянутый и суженный к основанию, спереди в 2-2,5 раза шире, чем у основания, с 4-6 парами щетинок. кардо сросшееся основаниями.
Площадки каудального сегмента кожистая, длиннее ширины. Урогомфы по длине соответствуют не менее 1/3 длины площадки, тонкие, в 5-7 раз длиннее толщины посередине и в 3,5 раза длиннее ширины у основания, прямые, в вершинной трети слабо изогнуты внутрь.  Вырезка сильно вытянутая, в 2-2,5 раза длиннее ширины.

## Экология
Проволочники являются хищниками и некрофагами. Проволочников можно встретить в поймах горных рек, по долинам которых заходят далеко на равнины. Живут в каменистой почве речных наносов, отмелей и кос, под камнями и в дерновине.  Легко переносят паводки и являются характерным компонентом затопляемых биотопов в поймах горных рек, особенно каменистых кос в горах и предгорьях.

## Систематика
В составе рода:
- Zorochros aenescens (Motsch. 1891)
- Zorochros aenigmatosus (Dolin, 1995)
- Zorochros aequicollis (Reitter, 1895)
- Zorochros aerarius (Reitter, 1895)
- Zorochros alysidotus (Kiesenwetter, 1858)
- Zorochros amalec (Peyerimh. 1909)
- Zorochros ambiguus (Buysson, (1914)
- Zorochros anatolicus (Dolin, Mertlik, 2002)
- Zorochros angurlaris (Candeze, 1869)
- Zorochros araxicola (Reitter, 1895)
- Zorochros babilloti (Fleutiaux, 1914)
- Zorochros bakeri (Fleutiaux, 1914)
- Zorochros bellutus (Candeze, 1894)
- Zorochros bicarinatus (Fleutiaux, (1908)
- Zorochros birganjianus (Ohira & Becker, 1973)
- Zorochros boubersi (Leseigneur, 1970)
- Zorochros brancuccii (Dolin, 1999)
- Zorochros candezei (Fleutiaux, 1905)
- Zorochros capillatus (Dolin, 1999)
- Zorochros caucasicus (Jagemann, 1939)
- Zorochros crux (Kuster, 1849)
- Zorochros curtus (Germar, 1844)
- Zorochros davidianus (Candeze, 1881)
- Zorochros delicatulus (Schwarz, 1897)
- Zorochros demustoides (Herbst, 1806)
- Zorochros dufouri (Buysson, 1900)
- Zorochros ecarinatus (Dolin, 1999)
- Zorochros exilis (Motsch., 1858)
- Zorochros fasciatus (Candeze, 1865)
- Zorochros flavipes (Aube, 1850)
- Zorochros fleutiauxi (Schwarz, 1906)
- Zorochros fouqeuti (Fleutiaux, 1918)
- Zorochros georgicus (Dolin & Chautladze 1980)
- Zorochros godavariensis (Ohira & Becker, 1974)
- Zorochros gurjevae (Dolin, 1995)
- Zorochros heyrovskyi (Roubal, 1940)
- Zorochros hispidus (Dolin & Atamuradov, 1986)
- Zorochros ibericus (Franz, 1967)
- Zorochros incommodus (Fleutiaux, 1905)
- Zorochros indicus (Motsh., 1858)
- Zorochros interpositus (Dolin & Agajew, 1993)
- Zorochros iranicus (Dolin in Dolin & Mertlik, 2002)
- Zorochros javanus (Candeze, 1878)
- Zorochros kopeckyi (Platia & Gudenzi, 1998)
- Zorochros kopetdaghensis (Dolin, 1994)
- Zorochros kourili (Roubal, 1936)
- Zorochros kurdicus Dolin & Mertlk, 2002)
- Zorochros lotharensis (Ohira & Becker, 1973)
- Zorochros mechanicus (Fleutiaux, 1925)
- Zorochros meridionalis (Castelnau, 1840)
- Zorochros merkli (Mertlik, 1998)
- Zorochros mesasiaticus Dolin, 1995)
- Zorochros misellus (Boh. 1858)
- Zorochros murinoides (Gurjeva, 1963)
- Zorochros murinus (Reitter, 1895)
- Zorochros nanus (Gurjeva, 1963)
- Zorochros opacicollis (Reitter, 1910)
- Zorochros opacus (Dolin, 1999)
- Zorochros pakistanicus (Dolin, 1999)
- Zorochros palii (Dolin & Atamuradov, 1986)
- Zorochros pallicrus (Desbrochers des Loges, 1875 comb. n.)
- Zorochros pallipes (Kuster, 1848)
- Zorochros parvulus (Fleutiaux, 1902)
- Zorochros penevi (Dolin, 2003)
- Zorochros perpusillus
- Zorochros pictus (Candeze, 1892)
- Zorochros pilosellus (Reitter, 1895)
- Zorochros ponticus (Dolin, 1977)
- Zorochros propinquus (Desbr. 1869)
- Zorochros pulvereus (Candeze, 1896)
- Zorochros pumilio (Kiesenwetter, 1858)
- Zorochros quadriguttatus (Castelnau, 1840)
- Zorochros quadrinaevus (Reitter, 1895)
- Zorochros quadritactus (Candeze, 1900)
- Zorochros recellentus (Dolin, 1995)
- Zorochros rufescens (Gebler, 1847)
- Zorochros scitus (Candeze, 1896)
- Zorochros semiaeneus (Pic. 1916)
- Zorochros sericeus (Candeze, 1892)
- Zorochros stibicki (Leseigneur, 1970)
- Zorochros suturalis (Candeze, 1878)
- Zorochros tactus (Candeze, 1900)
- Zorochros trigonochirus (Binaghi, 1933)
- Zorochros tshatkalensis (Dolin, 1971)
- Zorochros turkmenicus (Dolin & Atamuradov, 1994)
- Zorochros wrasei (Dolin, 1999)
- Zorochros yunnanus (Fleutiaux, 1940)